# Dimitar Velkovski
Dimitar Velkovski (tiếng Bulgaria: Димитър Велковски; sinh 22 tháng 1 năm 1995) là một cầu thủ bóng đá Bulgaria thi đấu ở vị trí tiền vệ cho Cercle Brugge.

## Sự nghiệp
Velkovski khởi đầu sự nghiệp ở câu lạc bộ quê nhà Botev Vratsa, gia nhập hệ thống trẻ từ lúc 6 tuổi.

## Thống kê câu lạc bộ

### Câu lạc bộ
Tính đến 1 tháng 2 năm 2020
| Câu lạc bộ          | Mùa giải            | Hạng đấu            | Giải vô địch | Giải vô địch | Cúp     | Cúp       | Châu Âu | Châu Âu   | Khác    | Khác      | Tổng    | Tổng      |
| Câu lạc bộ          | Mùa giải            | Hạng đấu            | Số trận      | Bàn thắng    | Số trận | Bàn thắng | Số trận | Bàn thắng | Số trận | Bàn thắng | Số trận | Bàn thắng |
| ------------------- | ------------------- | ------------------- | ------------ | ------------ | ------- | --------- | ------- | --------- | ------- | --------- | ------- | --------- |
| Lokomotiv Sofia     | 2013–14             | A Group             | 4            | 0            | 0       | 0         | —       | —         | —       | —         | 4       | 0         |
| Lokomotiv Sofia     | 2014–15             | A Group             | 3            | 1            | 2       | 0         | —       | —         | —       | —         | 5       | 1         |
| Lokomotiv Sofia     | Tổng cộng           | Tổng cộng           | 7            | 1            | 2       | 0         | 0       | 0         | 0       | 0         | 9       | 1         |
| Lokomotiv Plovdiv   | 2015–16             | A Group             | 22           | 0            | 0       | 0         | —       | —         | —       | —         | 22      | 0         |
| Lokomotiv Plovdiv   | 2016–17             | Parva Liga          | 20           | 0            | 3       | 2         | —       | —         | —       | —         | 23      | 2         |
| Lokomotiv Plovdiv   | 2017–18             | Parva Liga          | 33           | 1            | 2       | 0         | —       | —         | —       | —         | 35      | 1         |
| Lokomotiv Plovdiv   | Tổng cộng           | Tổng cộng           | 75           | 1            | 5       | 2         | 0       | 0         | 0       | 0         | 80      | 3         |
| Slavia Sofia        | 2018–19             | First League        | 28           | 1            | 1       | 0         | 4       | 0         | 1       | 0         | 34      | 1         |
| Slavia Sofia        | 2019–20             | First League        | 13           | 1            | 2       | 0         | —       | —         | —       | —         | 15      | 1         |
| Slavia Sofia        | Tổng cộng           | Tổng cộng           | 41           | 2            | 3       | 0         | 4       | 0         | 1       | 0         | 49      | 2         |
| Cercle Brugge       | 2019–20             | First Division A    | 1            | 0            | 0       | 0         | —       | —         | —       | —         | 1       | 0         |
| Tổng cộng sự nghiệp | Tổng cộng sự nghiệp | Tổng cộng sự nghiệp | 124          | 4            | 10      | 2         | 4       | 0         | 1       | 0         | 139     | 6         |